# Happy Herowati
Happy Herowati (* um 1935, auch als Heppi Herowati oder Jap Happy bekannt) ist eine ehemalige indonesische Badmintonspielerin. 

## Karriere
Happy Herowatis größte Erfolge datieren aus dem Jahr 1962. Bei der ersten Badminton-Asienmeisterschaft überhaupt gewann sie im genannten Jahr das Damendoppel mit Corry Kawilarang. Bei den Asienspielen des gleichen Jahres reichte es für beide dagegen nur zu Platz zwei hinter ihren Landsleuten Minarni und Retno Koestijah. Im Einzel belegte Happy Herowati bei dieser Veranstaltung den dritten Platz hinter Minarni Sudaryanto und Corry Kawilarang.